# 幸手市立栄中学校
幸手市立栄中学校（さってしりつ さかえちゅうがっこう）は、かつて埼玉県幸手市に所在していた公立中学校。

## 概要
幸手市立栄中学校は幸手団地の造成に伴い整備されて1976年（昭和51年）4月1日に設立された中学校である。1986年（昭和61年）の生徒数1013名・24学級をピークに、生徒数は減少を続け2008年（平成20年）には97名となり、幸手市立幸手中学校へと2009年（平成21年）4月1日に統合されることとなった。そして2009年（平成21年）3月31日に閉校となった。閉校後、学校の施設は取り壊され、跡地は現在「東埼玉総合病院」となっている。

## 沿革
- 1976年（昭和51年）4月1日 - 幸手町立栄中学校が設置され、幸手町立幸手中学校の校舎を借用し開校する。
  - - 同年11月22日、校歌が制定され、同日が開校記念日とされる。
  - - 同年12月21日、現在地に新校舎が竣工し、引っ越しとなる。
- 1977年（昭和52年）1月22日 - 新校舎の落成式がとり行われる。このとき普通教室10教室・金工室・木工室・理科室・調理室・被服室が存在した。
- 1978年（昭和53年）3月6日 - 屋内運動場が竣工する。
  - - 同年3月26日、屋内運動場の落成式がとり行われる。
- 1980年（昭和55年）2月21日 - 普通教室6教室・美術室・音楽室の増築が竣工する。
- 1981年（昭和56年）10月30日 - 給食棟が竣工する。
  - - 同年11月24日、自校方式による学校給食が開始される。
- 1983年（昭和58年）1月31日 - 図書室・第2理科室・美術室・音楽室の増築が竣工する。
  - - 同年3月1日、学校の敷地が3380.40㎡拡張される。
- 1984年（昭和59年）1月31日 - 普通教室10教室および校長室の増築が竣工する。
  - - 同年10月10日、部室が竣工する。
- 1985年（昭和60年）2月15日 - 防球ネットが設置される。
  - - 同年3月15日、校舎前道路の舗装工事が竣工する。
- 1986年（昭和61年）10月1日 - 幸手市の市制施行に併せ、幸手町立より幸手市立栄中学校へと改称される。
  - - 同年11月20日、危険物置場が設置される。
- 1987年（昭和62年）3月15日 - 中庭造園工事が竣工する。
  - - 同年3月20日、駐車場および焼却炉への通路舗装工事が竣工する。
- 1989年（昭和64年）1月6日 - 焼却炉改修工事が竣工し、危険物置場が設置される。
- 1989年（平成元年）1月11日 - 西側防球ネットの新設工事が竣工する。
  - - 同年1月12日、国旗掲揚台の新設工事が竣工する。
  - - 同年3月2日、柔剣道場の新築工事が竣工する。
  - - 同年3月31日、校庭の排水溝新設工事が竣工する。
  - - 同年8月31日、放送調整卓の取換工事が終了する。（8,137,000円）
- 1992年（平成4年）6月16日 - ガス管の付設替工事が竣工する。（4,017,000円）
  - - 同年8月31日、コンピュータ教室の改造工事が竣工する。（19,261,000円）
- 1993年（平成5年）2月28日 - 体育館等の修繕工事が竣工する。（19,261,000円）
- 1998年（平成10年）8月31日 - A棟およびB棟の1階廊下床の改修工事が竣工する。
- 1999年（平成11年）3月31日 - ランニングコースが竣工する。
  - - 同年8月31日、A棟およびB棟の4階廊下床の改修工事が竣工する。
- 2000年（平成12年）2月22日 - 平成11年の交通事故0で表彰される。
  - - 同年3月10日、プールの新築工事が竣工する。
  - - 同年3月31日、校長室および職員室の空調設備工事が竣工する。
  - - 同年8月31日、A棟の2階廊下床の改修工事が竣工する。
- 2001年（平成13年）4月1日 - 1年次が幸手市社会福祉協議会より平成13年・14年の社会福祉協力校の指定をうける。
  - - 同年8月31日、駐車場の改修工事が竣工し、A棟およびB棟の3階廊下床の改修工事が竣工する。
- 2002年（平成14年）2月21日 - 交通事故0で表彰される。
  - - 同年7月31日、校庭の表面改修工事が竣工する。
- 2003年（平成15年）2月21日 - 交通事故0で表彰される。
- 2004年（平成16年）2月20日 - 交通事故0で表彰される。
- 2005年（平成17年）2月16日 - 交通事故0で表彰される。
- 2006年（平成18年）2月16日 - 交通事故0で表彰される。
- 2007年（平成19年）2月27日 - 交通事故0で表彰される。
- 2009年（平成21年）1月17日 - 閉校式典が行われる。
  - - 同年3月31日、幸手市立栄中学校が廃校となる。
  - - 同年4月1日、幸手市立幸手中学校と統合となる。

## 立地
幸手市の南西部に位置し、大字吉野の西部に位置している。
- 東側 - 水田などの農地、中郷用水路、倉松川
- 南側 - 水田などの農地（北葛飾郡杉戸町大字茨島）
- 西側 - 水田などの農地、駐車場
- 北側 - UR都市機構幸手団地

## 施設
| - 敷地面積 - 22,043,056㎡ - 運動場 - 11,183.4㎡ - 校舎（延べ面積） - 5,788㎡ - 体育館 - 1,273.33㎡（運動場床面積 - 1,025㎡） - 灯油庫 - 15㎡ - 部室 - 78㎡ - 給食調理場 - 202.9㎡ - 柔剣道場 - 526.8㎡（延べ面積）、（1・2階合計床面積 - 853,741㎡） | - 普通教室 - 3教室 - 特別教室 - 理科室 - 2室 - 音楽室 - 2室 - 多目的室 - 5室 - 美術室 - 2室 - 視聴覚室 - 木工室 - 金工室 - 被服室 - 研修室 - 調理室 - 技術室 - 筋トレ室 - 図書室 - コンピュータ室 - 生徒会室 - 少人数指導教室 - 3室 | - 管理室 - 校長室 - 職員室 - 会議室 - 2室 - 資料室 - 放送室 - 更衣室 - 3室 - 保健室 - 業務主事室 - 市史編纂室 - 4室 |

## 教育目標
校訓
- 躍動 - 元気ではつらつとした学校 -

学校教育目標
- 真剣に学ぶ生徒
- 他を思いやる生徒
- 粘り強くやり抜く生徒

## 校歌
- 作詞者 - 武井十二
- 作曲者 - 日向雅男

## 交通
- 東武日光線杉戸高野台駅より、東北東へ徒歩にて約13分（道程約850m）。